# التنين سبايرو
سبايرو التنين (بالإنجليزية: Spyro the Dragon)‏، هي لعبة فيديو من نوع منصات، طورت من قبل شركة انسومانيك لجهاز ال بلاي ستيشن، صدرت اللعبة عام 1998 وتعتبر اللعبة أول جزء من سلسلة العاب سبايرو، وقد اكتسبت شعبية كبيرة في العالم، وأصحبت واحدة من أكثر ألعاب البلاي ستيشن شهرة.

## روابط خارجية
- التنين سبايرو على موقع IMDb (الإنجليزية)